# Sulyok Gabriella
 Sulyok Gabriella  (Sopron, 1939. március 12. –)  grafikus, operatőr.

## Életpályája
1958-1964 között a Magyar Képzőművészeti Főiskola hallgatója volt  Archiválva 2014. október 6-i dátummal a Wayback Machine-ben , mesterei Fónyi Géza és Barcsay Jenő. A Főiskola elvégzése után egy évig a Színház- és Filmművészeti Főiskola operatőr szakos hallgatója volt. 1965-1970-ig a Bagdadi Régészeti Múzeum munkatársaként kosztümtörténeti könyveket rajzolt és illusztrált. („A sumer viseletek” – „A babiloni-akkád viseletek” – „Az asszír viseletek”) 1970-től több évig foglalkozott az ókori keleti mitológiával: rajzsorozatot, rézkarcokat készített, amelyeknek lényege a közel-keleti életélmény és az ókori eposzvilág elementáris teremtőjének megragadása, ill. megőrzése a grafikában.1973-1976 között Derkovits Gyula képzőművészeti ösztöndíjban részesült. Egyedi rajzait és rézkarcait egyaránt a lendületes vonalvezetés, az érzékeny rajz jellemzi. Individuálisan szimbolikus figurális kompozícióktól az egyénien átírt realisztikus vedutákig terjed tematikája. 1976-tól a Vásárhelyi Őszi Tárlatokon több alkalommal ismerték el különféle szakmai díjakkal. 
1996 óta videofilmeket készít a kortárs művészet alkotóiról, kiállításairól, jelenségeiről.

## Kiállításai

### Önálló kiállítások
- 1972 Liszt Ferenc Múzeum, Sopron megnyitotta: Dávid Ferenc művészettörténész
- 1972 Tokaj
- 1975 Körszínház, Budapest, megnyitotta: dr. Komoróczy Géza történész
- 1980 Helikon Galéria, Budapest, megnyitotta: dr. Supka Magdolna Széchenyi-díjas művészettörténész
- 1980 Székesfehérvár; megnyitotta: Gábor Eszter művészettörténész
- 1981 Atelier Mensch Galerie, Hamburg
- 1982 József Attila Könyvtár Miskolc megnyitotta: Lenkei Zoltán grafikusművész
- 1982 Balassagyarmat; megnyitotta: Réti Mátyás festőművész
- 1982 Sopron;
- 1982 Műszaki Egyetem, Budapest megnyitotta: Bajomi Iván bölcsész
- 1985 Új Tükör Klub, Budapest "Utak", Samu Géza képzőművésszel közösen, megnyitotta: dr. Supka Magdolna Széchenyi-díjas művészettörténész
- 1988 Bagdad
- 1990Iskolai Galéria, Csepel megnyitotta: dr. Supka Magdolna Széchenyi-díjas művészettörténész
- 1993 Erlin Galéria, Budapest Csikai Márta szobrászművésszel közösen,megnyitotta: Bikácsi Daniela festőművész
- 1993 Vörös Cédrus Könyvesbolt, Sopron megnyitotta: Askercz Éva művészettörténész
- 1994 Rohrschach Soltra E. Tamással
- 1995 Fekete felhők mitológiája, Vigadó Galéria, Budapest, megnyitotta: Gyurkovics Tibor Kossuth-díjas író, költő
- 1995 Festőterem, Sopron megnyitotta: Komoróczy Géza történész
- 1997 Barátaim. Abszolút országos kiállítás, T-Art óriásplakátok Kortárs Galéria,
- 1999 Kortárs Galéria, Győr, megnyitotta: N. Mészáros Júlia művészettörténész
- 1999 Gold Art Galéria Budapest megnyitotta: dr. Supka Magdolna, Széchenyi-díjas művészettörténész
- 2000 A Nemzetközi Képzőművészeti Filmfesztivál részeként önálló kiállítás, Helyőrségi Művelődési Otthon Szolnoki Galéria, Szolnok
- 2001 Karinthy Szalon, Budapest  Bényi Eszter textilművésszel megnyitotta: Szakolczay Lajos író
- 2002: Árkád Galéria, Budapest megnyitotta: dr. Supka Magdolna, Széchenyi-díjas művészettörténész
- 2003: Örökmozgó Filmszínház Galériája, Budapest megnyitotta: Száraz Miklós György író
- 2004: Közösségi Ház, Fertőhomok megnyitotta: Kovács György szobrászművész
- 2005: Lábasház, Sopron megnyitotta: dr. Supka Magdolna Széchenyi-díjas művészettörténész
- 2006 Fekete felhők mitológiája” – Pásztói Múzeum, Pásztó megnyitotta: Földi Péter Munkácsy-díjas, Érdemes Művész festőművész
- 2006  „Lélegző látóhatár” – Erdélyi Ház, Sopron megnyitotta: Bakonyvári M. Ágnes művészettörténész
- 2007 Nemzeti Színház, Budapest megnyitotta: Molnár Piroska
- 2007  HAP Galéria, Budapest megnyitotta: Dvorszky Hedvig
- 2007  Ferenczy terem, Pécs megnyitotta: Pandur József
- 2008 Tisza Mozi, Szolnok megnyitotta: Zsolnay László
- 2008  Művésztelep, Szolnok megnyitotta: Verebes György
- 2008 Pannómia Med Hotel, Sopron megnyitotta: Pápai László
- 2009 Budapest Galéria - Jász Attila -  TORNYAI -díj, Hódmezővásárhely
- 2010 Aulich Galéria Budapest - megnyitotta: Gaál József
- 2010  Alföldi Múzeum - megnyitotta: Szuromi Pál -  Hódmezővásárhely
- 2011  Forrás Galéria- megnyitotta:Szakolczay Lajos -  Budapest
- 2012 Ari Kupsus Galéria- Budapest, megnyitotta Nagy Gábor képzőművész
- 2012  Ferencvárosi Pincetárlat – megnyitotta: Nagy Gábor Képzőművész -  Budapest
- 2012 ÜNNEPI HETEK:életmű kiállítás Sopron – megnyitotta: Jász Attila
- 2013 Horváth Endre Galéria – megnyitotta: Shah Gabriella művészettörténész
- 2014 Bánfalvi Kolostor - megnyitotta Wehner Tibor művészettörténész
- 2014  Pajtaszínház és Galéria  Viszák- megnyitotta: Feledy Balázs művészettörténész
- 2014 Józsefvárosi Galéria -  Budapest - Mihály Gáborral – megnyitotta: Szakolczay Lajos
- 2015  Erlin Galéria  Budapest – megnyitotta: P. Szabó Ernő művészettörténész -
- 2015 Szoboszlai Galéria-Szolnok   - Tenk László képzőművésszel közös kiállítás, megnyitotta: Verebes György
- 2015  Fail Frigyes Galéria  - megnyitotta: Shah Gabriella
- 2016  Ballonyi Galéria  -  Budapest - Vigyázó Sándor Művelődési ház  - megnyitotta: Feledy Balázs művészettörténész

### Válogatott csoportos kiállítások
- 1972-től Vásárhelyi Őszi Tárlatok, Tornyai János Múzeum, Hódmezővásárhely
- 1975 óta Országos Grafikai Biennálé, Miskolc • Országos Rajzbiennálé, Salgótarján
- 1976 Magyar Grafikai és Kisplasztikai Biennále, Budapest
- 1978 Nyári Tárlat, Szeged
- 1979 V. Nemzetközi Kisplasztikai Biennále, Tihany
- 1980 József Attila pályázat, Petőfi Irodalmi Múzeum, Budapest
- 1984 ; 1990 Dunántúli Tárlat, Kaposvár
- 1985 Kosztolányi Dezső pályázat, Petőfi Irodalmi Múzeum, Budapest
- 1987 "Ember – kor – rajz" pályázat, Budapest
- 2000 Műhelymunkák, mesterművek, Festőterem, Sopron
- 2001 „Feketén-fehéren”, Műcsarnok, Budapest
- 2001 "Az angyal üdvözlete...", Erdős Renée Ház, Budapest
- 2002 "Csend és szó - Isten és ember között", Erdős Renée Ház, Budapest
- 2003 "In memoriam Egon Schiele", Közművelődés Háza, Tatabánya
- 2004 "Teremtő a Teremtésben", Olof Palme Ház, Budapest
- 2005 "Áldozat - Oltár", Olof Palme Ház, Budapest
- 2005 "Népi jámborság és képzőművészet", MKPK Székház Galériája, Budapest
- 2006 "Bartók - Mozart / A tárgyiasult zene", Bartók '32 Galéria, Budapest
- 2006 "Párbeszéd", a Magyar Művészeti Műhely kiállítása, Újlipótvárosi Klub Galéria, Budapest
- 2006 "Realizált Realizmus", a Magyar Művészeti Műhely kiállítása, Olof Palme Ház, Budapest
- 2006 "Szív-ügyek", MűvészetMalom, Szentendre
- 2010  Boldogasszony című kiállítás - Forrás Galéria, Budapest
- 2012  Összetartozunk című csoportos kiállítás, Forrás Galéria, Budapest

## Külföldi csoportos kiállítások
- 1978 Ady Endre születésének 100. évfordulójára, Magyar Intézet, Párizs, Moszkva
- 1978  Barcelona • Párizs • Kairó
- 1979 Magyar Művészek vándorkiállítása, Bécs, Chicago, Düsseldorf
- 1980 Magyar Művészek kiállítása, Eindhoven
- 1981 Nemzetközi Grafikai Kiállítás, Ljubljana, Heidelberg
- 1981 Magyar Grafikai Kiállítás, Maria Marghescu Galéria, Hannover
- 1982    Nemzetközi Grafikai Biennále, Krakkó
- 1990  Alpok-Adria Nemzetközi Kiállítás
- 1994 Soltra E. Tamás szobrászművésszel, Rohrschach, Svájc
- 2004  Nemzetközi Grafikai Biennále, Peking
- 2011 Kínai Szépművészeti Múzeum - Magyar Műv. Kínában -  Peking

## Művei közgyűjteményekben
- Déri Múzeum, Debrecen
- Herman Ottó Múzeum, Miskolc
- Liszt Ferenc Múzeum, Sopron
- Magyar Nemzeti Galéria, Budapest
- Nógrádi Sándor Múzeum, Salgótarján
- Rippl-Rónai József Múzeum, Kaposvár
- Somogy Megyei Múzeum Kaposvár
- Tornyai János Múzeum, Hódmezővásárhely
- T-Art Alapítvány Gyűjteménye.

## Fontosabb videofilmes munkái válogatás
- 1998 "Szín-fény-rajz", Nemzetközi Képzőművészeti Filmfesztivál, Szolnok- Arcképvázlatok Dárday Nikolett üvegművészről, Ardai Ildikó textilművészről, Földi Péter festőművészről, Kárpáti Tamás festőművészről, Kovács Péter festőművészről
- 2000 Rajzaimmal...jegyzettöredékek Supka Mannáról", Millenniumi Képzőművészeti Filmszemle Szolnok
- 2000 "Filmetűdök", egyéni filmvetítés, Műcsarnok, Budapest Filmetűdök” Ardai Ildikó textilművészről, Lovas Ilona képzőművészről, Olajos György festőművészről, Sulyok Gabriella grafikusművészről, Supka Magdolnáról, Szemethy Imre grafikusművészről
- 2002 "Mozgó-kép-rajz", egyéni filmvetítés, Árkád Galéria, Budapest ; Mozgó-kép-rajz” Gádor Magda, Nagy Sándor szobrászművészek,  Olajos György képzőművész, Sulyok Gabriella – önarckép
- 2003 "Filmetűdök", egyéni filmvetítés, Örökmozgó Filmszínház, Budapest Filmetűdök” Ardai Ildikó textilművész, Csurka Eszter festőművész, Dús László festőművész, Lovas Ilona képzőművész, Nagy Sándor   szobrászművész, Supka Magdolna
- 2004 "Kőből..fényből", Nemzetközi Képzőművészeti Filmfesztivál, Szolnok, Nagy Sándor szobrászművész, Olajos György képzőművész
- 2006 "Filmetűdök", egyéni filmvetítés "Szív-ügyek" kiállítás kapcsán, MűvészetMalom, Szentendre
- 2006 "Filmversek - Abakanowicz: Kő-rajzok", egyéni filmvetítés, Arcvonal Könyvesbolt és Kávéház, Budapest
- 2006 "Textilművész - iparművészekről",Kecskeméti textil alkotóműhely:  Kecseti Gabriella, Kókay Krisztina, Pápay Lívia, Solti Gizella
- 2006 Filmversek - Abakanowicz: „Kő-rajzok", Nemzetközi Képzőművészeti Filmfesztivál, Szolnok
- 2008 Nemzetközi Képzőművészeti Filmfesztivál, Szolnok „Maszkok és árnyak"  Gaál József
- 2012 Nemzetközi Képzőművészeti Filmszemle, Szolnok „Filmetűdök Gink Károly és Gink Judit emlékére”  - díjazott
- 2014  Nemzetközi Képzőművészeti Filmszemle, Szolnok "Rajzolt akkordok, akkordok rajza"  Verebes testvérek

## Díjak, elismerések
- 1973-1976 Derkovits Gyula képzőművészeti ösztöndíj
- 1982  Csohány-díj, I. Országos Rajzbiennálé Salgótarján
- 1991 Eötvös Alapítvány díja
- 1996 Sopron Kultúrájáért díj
- 1998 Koller-díj
- 2003  „In memoriam Egon Schiele” című kiállítás fődíja Közművelődés Háza, Tatabánya
- 2004 Munkácsy Mihály-díj
- 2004 Képzőművészeti pályázat Balassi Bálint születésének 450. évfordulójára – kiállítási díj Balassa Bálint Múzeum, Esztergom
- 2006 Kulturális Alapítvány a Textilművészetért – Dvorszky Hedvig művészettörténész által létrehozott díja filmművészeti tevékenységének elismerésére
- 2006 Szalay Lajos-díj – XIII. Salgótarjáni Rajzbiennále
- 2009 Tornyai plakett Hódmezővásárhelyi Őszi Tárlat fődíja
- 2010 Magyar Képző- és Iparművészeti Szövetség díja az I. Rajztriennálén
- 2012 Nemzetközi Képzőművészeti Filmfesztivál, a zsűri díja
- 2013 Supka Manna-díj
- 2013 Magyar Művészeti Akadémia díja, a" Négy elem" c. kiállításon, Szentendre
- 2014 Meggyes László –díj Szolnok

## Társasági tagság
- Soproni Képes Céh
- Magyar Alkotóművészek Országos Egyesülete